# Karima (zangeres)
Karima Lemghari (Amsterdam, 22 juni 1974) is een Nederlandse zangeres optredend als Karima. Ze werd onder een groter publiek bekend toen ze in 1997 een hit scoorde met "Talk to me" van Dignity. Ook leverde ze een bijdrage aan het nummer "More Days to come" van E-Life. Karima stond onder contract bij SPEC.

## Biografie
Karima is sinds haar tienertijd serieus bezig met muziek. Wanneer ze 20 jaar oud is richt ze de R&B groep Dignity op. Ook Edsilia Rombley maakt deel uit van deze groep. Ze brengen een single uit met de titel: “Talk to me” in 1997. In 1998 maken ze een album en worden genomineerd voor een TMF Award.
Karima werkt mee aan het album ‘Documents’ en ‘Revival’ (2001) van Postmen. Ook op ‘More days to Come’ van rapper E-Life is ze te horen. Met wederom Postmen werkt ze mee aan ‘De Bom’ en ze is onderdeel van Social Life.
Karima leert Ali B kennen en in april 2002 brengt ze samen met hem het nummer ‘Waar gaat dit heen’ uit voor Amnesty International. Sinds 2003 heeft Karima een contract bij SPEC Music, opgericht door Ali B.
Van 2004 tot 2006 staat speelt Karima mee in de musical The Lion King.
In 2007 en 2008 treedt Karima op tijdens diverse shows en evenementen waarbij vooral haar vertolking van 'Ik voel me zo verdomd alleen' opvalt.
In 2008 was Karima bezig met het afronden van haar eerste Nederlandstalig album “Belofte”. In maart 2008 verschijnt “Ik ben de shit” (met Mike Metal) en in mei 2008 brengt ze “Wil voor je gaan” uit. In 2010 verlaat ze SPEC.

### Losse nummers
- 2002 - Waar gaat dit heen (samen met Ali B)
- 2007 - Grief
- 2008 - Ik ben de shit (met Mike Metal)
- 2008 - Wil voor je gaan
- 2015 - Bedankt